# The Girlie Show

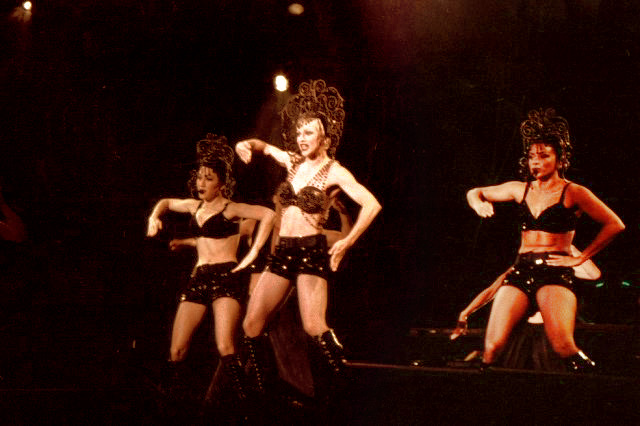
The Girlie Show

The Girlie Show is een tournee die Madonna maakte in 1993, ter promotie van haar album Erotica van een jaar eerder. Hoewel Madonna na haar Blond Ambition Tour uit 1990 riep dat zij nooit meer op tournee zou gaan, stond ze drie jaar later dus alweer op het podium. Daarna zei ze: “Als ik ooit weer roep dat ik nooit meer ga toeren, geloof me dan niet.” De tour start op 25 september 1993 in Londen en eindigt op 19 december 1993 in Tokio. Het tourschema van The Girlie Show wijkt flink af van haar eerdere en haar latere tours. De focus ligt niet op Europa en de Verenigde Staten (waar ze slechts 4 steden aandoet), maar op Zuid-Amerika, Australië, het Midden-Oosten en Azië.

## De show
De inspiratie voor deze show komt van een schilderij van Edward Hooper met de titel ‘Girlie Show’. Het concert is opgedeeld in vijf segmenten: Dita/dominatrix, 70's disco, cabaret (wat overgaat in militair), 1900 en carnaval. De choreograaf van de tour is Christopher Ciccone, Madonna's broer.
In Puerto Rico ontstond commotie toen Madonna de vlag van het land tussen haar benen wreef. Verder riep een Duitse politicus op tot een boycot van de enige (al uitverkochte) show in Frankfurt am Main, vanwege de pornografische elementen. De show is uiteindelijk afgezegd, niet vanwege de boycot, maar omdat er problemen waren met het opzetten van het podium, aldus een woordvoerder van Madonna. Soortgelijke problemen waren er in Israël, waar orthodoxe Joden opriepen tot een boycot, zonder succes.
Madonna’s reputatie voor het veroorzaken van controverses werd door deze show nog maar eens verstevigd. Veel critici waren negatief over de show en meldden dat Madonna de hoge standaard die ze met de Blond Ambition Tour had neergezet niet meer haalde. In 1994 is 'The Girlie Show (Live Down Under)' uitgebracht op VHS en in 2001 op DVD.

## Opening acts
- UNV (in een aantal shows in de VS)
- Yonca Evcimik en Kenan Dogulu (Istanbul)
- Peter Andre (Australië)

## Setlist
- Circus Intro (The 'Girlie Show' Theme)
- Erotica
- Fever
- Vogue
- Rain / Just My Imagination / Singing In The Rain
- Express Yourself
- Deeper And Deeper
- Why's It So Hard
- In This Life
- The Beast Within
- Like A Virgin
- Bye Bye Baby
- I'm Going Bananas
- La Isla Bonita
- Holiday
- Justify My Love
- Everybody Is A Star / Everybody (met regels uit Dance to the Music van Sly & the Family Stone
- Circus Outro

## Tourschema
- 25 september - Londen, Engeland, Wembley Stadium
- 26 september - Londen, Engeland, Wembley Stadium
- 28 september - Parijs, Frankrijk, Palais Omnisport de Bercy
- 29 september - Parijs, Frankrijk, Palais Omnisport de Bercy
- 01 oktober - Parijs, Frankrijk, Palais Omnisport de Bercy
- 04 oktober - Tel Aviv, Israël, Hayarkon Park
- 07 oktober - Istanbul, Turkije, Inonu Stadium
- 11 oktober - Toronto, Canada, Skydome
- 12 oktober - Toronto, Canada, Skydome
- 14 oktober - New York, NY - Verenigde Staten, Madison Square Garden
- 15 oktober - New York, NY - Verenigde Staten, Madison Square Garden
- 17 oktober - New York, NY - Verenigde Staten, Madison Square Garden
- 19 oktober - Philadelphia, PA - Verenigde Staten, Spectrum
- 21 oktober - Detroit, MI - Verenigde Staten, Palace of Auburn Hills
- 23 oktober - Montréal, Canada, Olympic Stadium
- 26 oktober - Bayamon, Puerto Rico, Juan Ramon Stadium
- 30 oktober - Buenos Aires, Argentinië, River Plate Stadium
- 31 oktober - Buenos Aires, Argentinië, River Plate Stadium
- 03 november - São Paulo, Brazilië, Estadio Do Morumbi
- 06 november - Rio de Janeiro, Brazilië, Estadio Do Maracanâ
- 10 november - Mexico Stad, Mexico, Palacio De Los Deportes
- 12 november - Mexico Stad, Mexico, Palacia De Los Deportes
- 13 november - Mexico Stad, Mexico, Palacia De Los Deportes
- 19 november - Sydney, Australië, Sydney Cricket Grounds
- 24 november - Brisbane, Australië, Anz Stadium
- 26 november - Melbourne, Australië, Melbourne Cricket Grounds
- 27 november - Melbourne, Australië, Melbourne Cricket Grounds
- 29 november - Melbourne, Australië, Melbourne Cricket Grounds
- 01 december - Adelaide, Australië, Adelaide Oval
- 03 december - Sydney, Australië, Sydney Cricket Ground
- 04 december - Sydney, Australië, Sydney Cricket Ground
- 07 december - Fukuoka, Japan, Fukuoka Dome
- 08 december - Fukuoka, Japan, Fukuoka Dome
- 09 december - Fukuoka, Japan, Fukuoka Dome
- 13 december - Tokio, Japan, Tokyo Dome
- 14 december - Tokio, Japan, Tokyo Dome
- 16 december - Tokio, Japan, Tokyo Dome
- 17 december - Tokio, Japan, Tokyo Dome
- 19 december - Tokio, Japan, Tokyo Dome